# Alfonso Sabella
Alfonso Sabella (Bivona, 21 de novembro de 1962) é um juiz italiano. Foi procurador substituto do grupo anti-máfia de Palermo sob o comando de Gian Carlo Caselli e foi responsável pela pasta de Direito e Transparência de Roma com delegação no litoral de Ostia.

## Biografia
Filho de pais advogados em Bivona, na província de Agrigento, e irmão mais velho da magistrada Marzia Sabella, formou-se no Liceo Ginnasio Statale Luigi Pirandello. Ele estudou direito em Milão na Universidade Católica do Sagrado Coração, depois de ganhar uma bolsa para o Collegio Augustinianum. Iniciou a carreira de advogado e ingressou no judiciário em 1989, ano em que conheceu o procurador-adjunto de Palermo, Giovanni Falcone, e decidiu se engajar no combate à máfia. Trabalhou no Ministério Público de Termini Imerese até 1993 e, a partir dessa data, como Promotor Público no Ministério Público de Palermo na associação antimáfia liderada por Gian Carlo Caselli.
Em 1999, foi destacado para o Ministério da Justiça como magistrado de ligação com a Comissão Parlamentar Anti-Máfia.
Durante o G8 em Gênova em julho de 2001 foi chefe do serviço de fiscalização do DAP (Departamento de Administração Penitenciária - Polícia Penitenciária) do Ministério da Justiça e responsável pelas prisões provisórias de Bolzaneto e San Giuliano, nas quais houve graves violações dos direitos humanos que levaram à tortura de detidos. Posteriormente, devido a desentendimentos com o diretor do DAP Giovanni Tinebra, Sabella foi destituído do cargo pelo ministro da Justiça, Roberto Castelli. Desde 2005, ele serviu no gabinete do promotor público de Florença e foi juiz no tribunal de Roma.
De 2003 a 2006 foi consultor da Comissão Parlamentar de Inquérito sobre o caso Mitrokhin.
Em 2008, Sabella publicou seu livro, Cacciatore di mafiosi, no qual descreveu os antecedentes das investigações, perseguições e prisões de alguns fugitivos que conduziu pessoalmente. Em 2018 é extraída do livro a ficção Il Cacciatore veiculada pela Rai 2 e interpretada por Francesco Montanari.
Em janeiro de 2014, foi nomeado Vice-Chefe do Departamento de Organização Judiciária, Pessoal e Serviços do Ministério da Justiça. Em 11 de dezembro de 2014, com a eclosão do caso Mafia Capitale, o prefeito de Roma Ignazio Marino nomeou Sabella Conselheira para a Legalidade e Transparência do Município de Roma . Em 18 de março de 2015, o prefeito Marino também designou a Sabella a delegação da costa de Ostia após a renúncia do presidente do X Município Andrea Tassone, que havia declarado renunciar devido à "forte presença do máfia na costa romana ", mas que mais tarde foi condenado com uma sentença final a 5 anos pelos fatos relativos à investigação do Mundo Médio pela Mafia Capitale .
Em 30 de outubro de 2015, Sabella renunciou ao cargo de vereador, junto com outros, causando a queda da Junta de Marino. A este respeito, ele declarará que experimentou a queda da junta de Marino como uma derrota, e que renunciou apenas porque não havia mais uma maioria a favor da junta: a demissão "passou a ser um dever porque as condições não eram mais lá. políticas. Uma grande derrota para a cidade. Quase não acredito em conspirações - acrescenta - mas há algo errado. A ação de Marino certamente não foi apreciada pelos divisores ".
Em março de 2016 retomou a atividade de magistrado do Tribunal de Nápoles com as funções de juiz.
Em junho de 2020, após as investigações judiciais sobre como atribuir cargos no judiciário, Sabella declarou que havia apresentado sua candidatura à Direção Nacional Antimáfia após sua experiência no grupo anti-máfia do Ministério Público de Palermo, mas a candidatura dela segundo ele "nem foi avaliada" por não pertencer a nenhuma corrente do judiciário .